# 大理石村鎖心城
大理石村鎖心城（日语：大理石村ロックハート城、だいりせきむらロックハートじょう）是位在日本群馬縣高山村，以中世紀歐洲為主題的主題公園。

## 概要
鎖心城（Lockheart Castle）建於1829年，原是英國蘇格蘭的洛克哈特（Lockhart）家族的宅邸。1987年，由演員津川雅彥購入。1988年，建物解體後，分別經由西伯利亞鐵道和海路運至日本。1992年，在現在地重組復原。

## 圖集

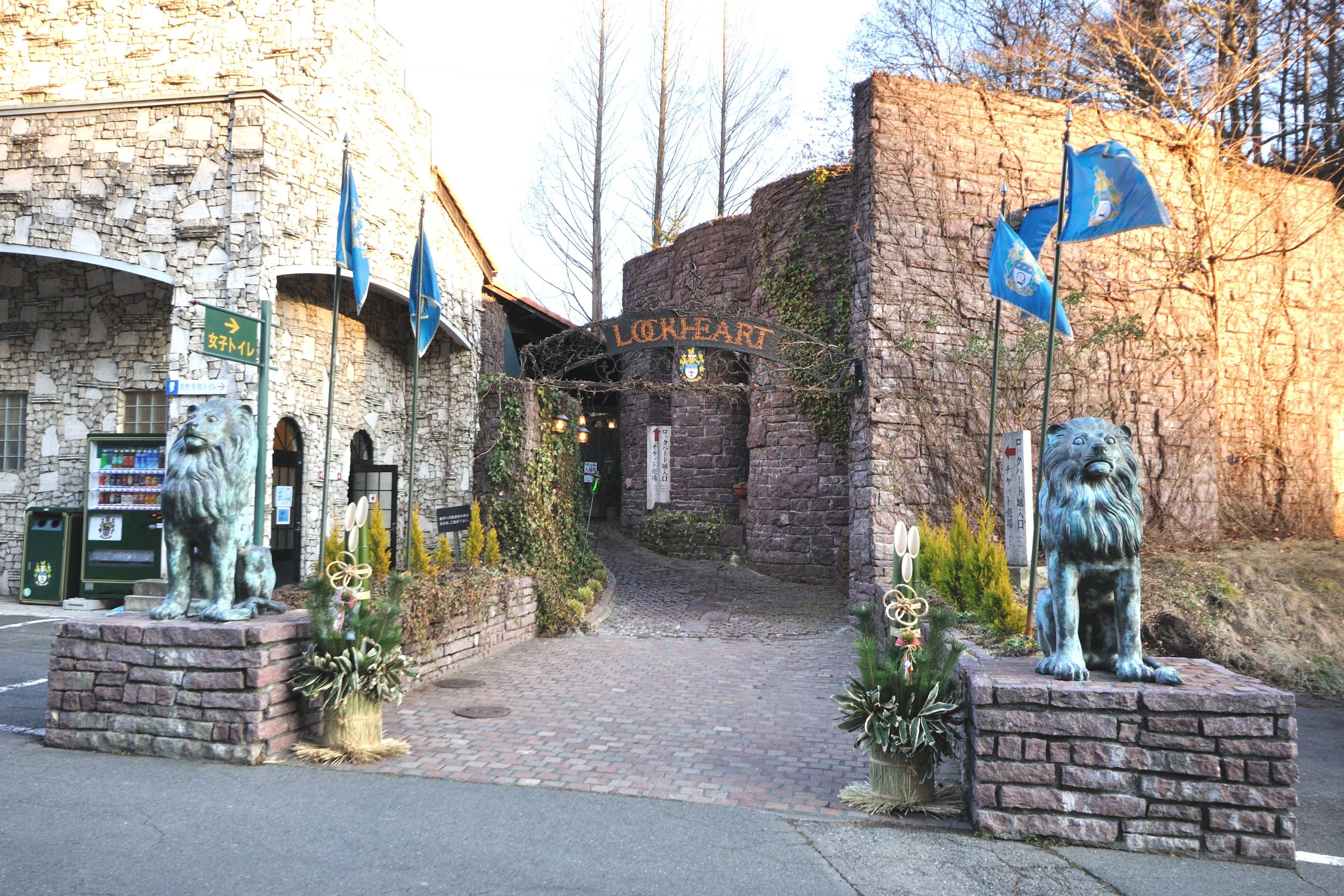
園區入口
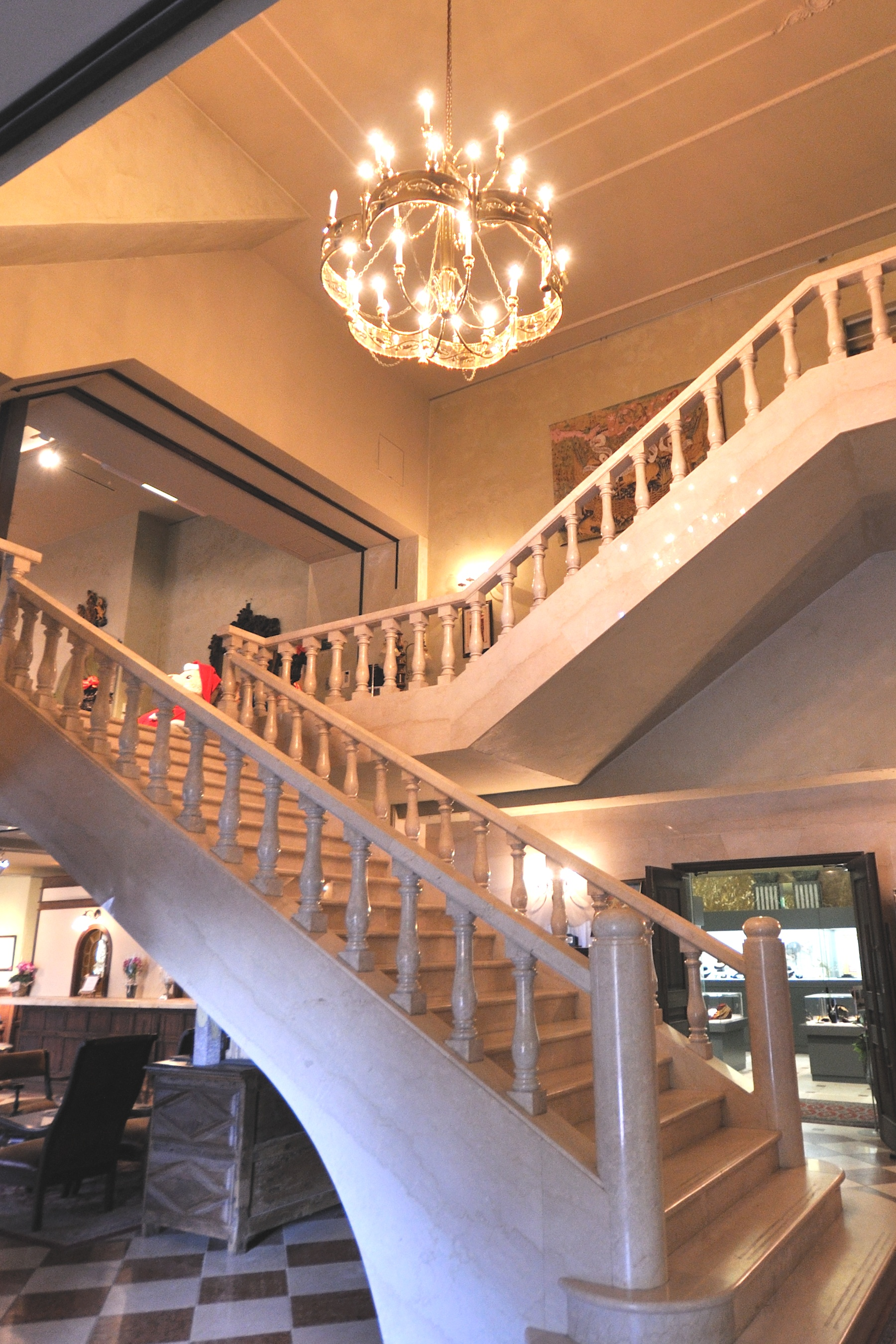
城内部
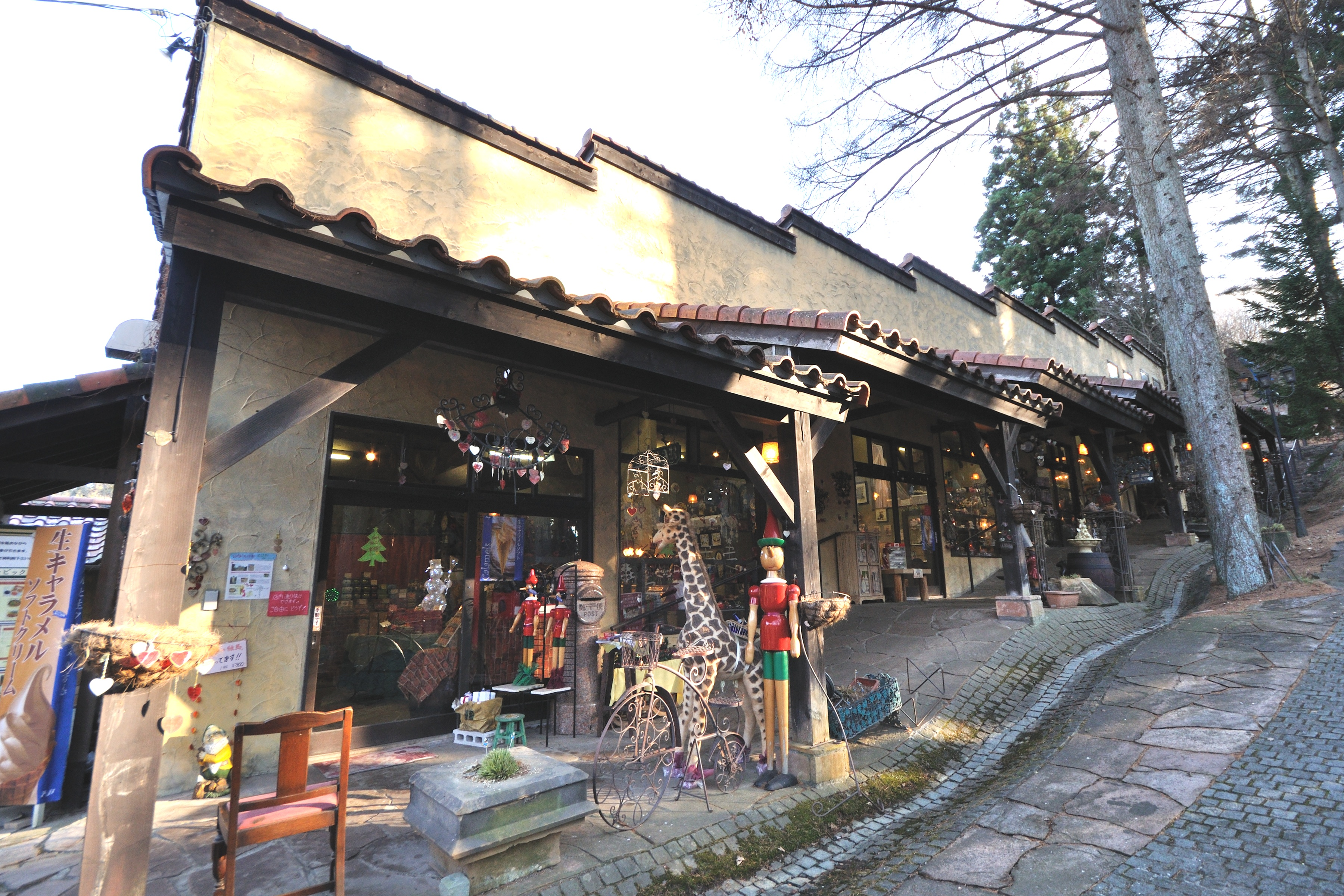
市集
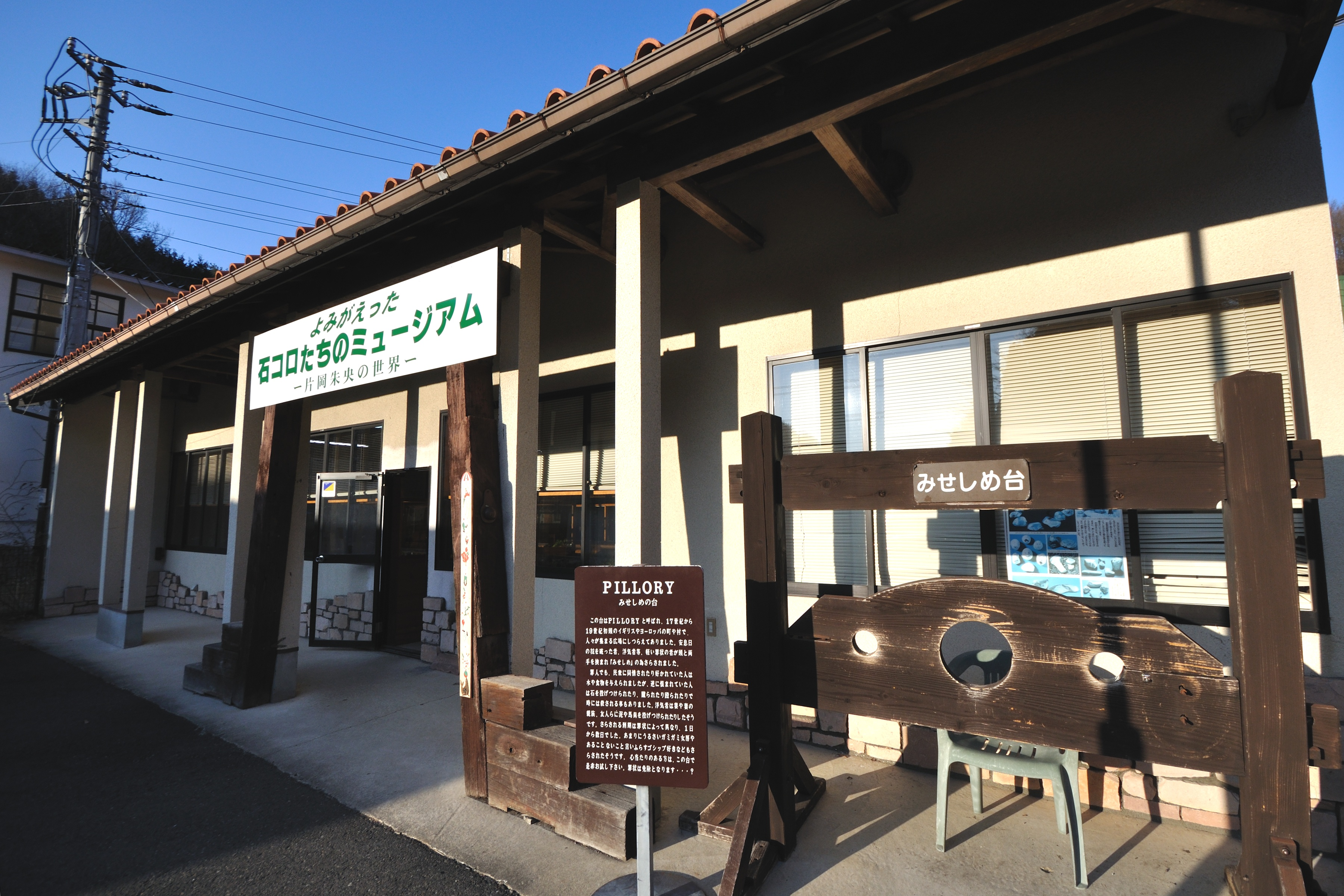
博物館

## 脚注
1. ↑  .   [2022-10-10]. （原始内容存档于2022-10-12）.

## 外部連結
- 大理石村鎖心城 （页面存档备份，存于）